# 647
Năm 647 là một năm trong lịch Julius. 